# Tommy Redding
 Thomas Redding  (San Diego, California, Estados Unidos; 24 de enero de 1997) es un futbolista estadounidense. Juega de defensa.

## Clubes
| Club                            | País           | Año         |
| ------------------------------- | -------------- | ----------- |
| Orlando City                    | Estados Unidos | 2015 - 2017 |
| Wilmington Hammerheads (Cedido) | Estados Unidos | 2015        |
| Orlando City B (Cedido)         | Estados Unidos | 2016 - 2017 |
| New York Red Bulls              | Estados Unidos | 2018        |
| New York Red Bulls II (Cedido)  | Estados Unidos | 2018        |